# Stroheim
Stroheim è un comune austriaco di 1 539 abitanti nel distretto di Eferding, in Alta Austria.